# Архиепархия Коломбо
Архиепархия Коломбо (лат. Archidioecesis Columbensis in Taprobane) — архиепархия Римско-Католической Церкви с центром в городе Коломбо, Шри-Ланка. В митрополию Коломбо входят епархии Анурадхапуры, Бадуллы, Баттикалоа, Чилав, Джаффны, Канди, Курунегалы, Маннар, Ратнапуры, Галле, Тринкомали. Архиепархия Коломбо является единственной католической митрополией в Шри-Ланке. Архиепархия Коломбо распространяет свою юрисдикцию на Мальдивы. 

## История
3 декабря 1834 года папа римский Григорий XVI образовал епархию Цейлона, выделив её из епархии Кочин. 17 февраля 1845 года епархия Цейлона была переименована в епархию Коломбо.
1 сентября 1886 года папа римский Лев XIII возвёл епархию в ранг архиепархии-митрополии, включив в неё епархии Анурадхапуры, Бадуллы, Чилав, Галле, Джаффнаы Канди, Курунегалы, Манар, Ратнапуры и Тринкомали-Баттикалоа.
6 декабря 1944 года папа римский Пий XII вернул архиепархии прежнее название. 22 мая 1972 года папа римский Павел VI снова возвратил епархии название «Архиепархия Коломбо».
Кафедральным собором архиепархии является церковь святой Люции.

## Статистика
В 2007 году в архиепархии Коломбо работало 255 епархиальных священников и 268 священников из различных монашеских орденов. В архиепархии в 2007 году было 1553 монашествующих (из них 382 монаха и 1161 монахиня).

## Ординарии епархии
- епископ Hilarion Silani (1863 — 1879);
- епископ Clemente Pagnani (1879 — 1883);
- архиепископ Christophe-Etienne Bonjean (1883 — 1892);
- архиепископ André-Théophile Mélizan (1893 — 1905);
- архиепископ Antoine Coudert (1905 — 1929);
- архиепископ Pierre-Guillaume Marque (1929 — 1937);
- архиепископ Jean-Marie Masson, OMI (1938 — 1947);
- кардинал Фома Курэй (1947 — 1976);
- архиепископ Nicholas Fernando (1977 — 2002);
- архиепископ Oswald Gomis (2002 — 2009);
- кардинал Альберт Малькольм Ранжит Патабендиге Дон (2009 — по настоящее время).

## Источник
- Annuario Pontificio, Ватикан, 2007.